# Acido gondoico
L'acido gondoico è un acido grasso lineare con 20 atomi di carbonio e 1 doppio legame, in posizione 11 con configurazione cis. Appartiene al gruppo degli omega-9.
Fu isolato per la prima volta nel 1934 dagli scienziati giapponesi Y. Toyama e T. Ishikawa dall'olio dei globicefali.  Si trova anche in concentrazioni importanti (>4%) in molte piante. In particolare nelle cruciferae/brassicaceae : Isatis tinctoria ( ≈ 9%) Brassica oleracea ( ≈ 9%) Raphanus sativus  ( ≈ 9%) ; nelle ranuncolaceae : Caltha palustris  ( ≈ 8%), Cimicifuga europaea ( ≈ 8%) Helleborus niger ( ≈ 7%) e nelle sapindaceae : Cardiospermum halicacabum (≈  50%) , Paullinia elegans  e Paullinia cupana (Guaranà). Da notare che negli oli di semi di piante del genere Paullinia sono presenti anche isomeri come l'acido paullinico,  20:1Δ13c (50-70%) , l'acido 15-eicosaenoico, 20:1Δ15c ( < 1%) e acido gadoleico  20:1Δ9c ( ≈ 50).
Con il suo isomero gadoleico può essere rintracciato anche negli oli di pesce e di mammiferi marini potendo raggiungere concentrazioni relativamente alte (≈17%) nell'olio di fegato di merluzzo.È un composto solido a basse temperature e si scioglie a 23-24 °C. È insolubile in acqua e solubile in etanolo e metanolo.